# Clarence Campbell
Clarence Sutherland Campbell (ur. 9 lipca 1905 w Flemingu, zm. 24 czerwca 1984 w Montrealu) – kanadyjski działacz i sędzia hokejowy.

## Wczesne życie
Clarence Campbell urodził się w Fleming na Terytoriach Północno-Zachodnich, gdzie najpierw uczęszczał do Strathcona Collegiate Institute, następnie do Old Scona Academic w Edmonton. W 1924 roku ukończył studia na Wydziale Prawa i Sztuki na Uniwersytecie Alberty w Edmonton, potem był stypendystą Rhodes Scholar na Uniwersytecie Oksfordzkim, gdzie grał w tamtejszej drużynie hokejowej.

## Kariera

### Wczesna kariera
W latach 30. był członkiem Alberta Amateur Hockey Association, a w 1935 roku członkiem komitetu Canadian Amateur Hockey Association w celu zbadania definicji amatorskiego hokeisty i potrzebnych aktualizacji.
W latach 1933–1939 był sędzią w lidze NHL, w której prowadził kilka historycznych meczów: 28 stycznia 1937 roku Montrealu Canadiens z Chicago Blackhawks (6:5), w którym legendarny zawodnik drużyny Canadiens, Howie Morenz złamał nogę, w wyniku czego ten musiał zakończyć karierę, a 8 marca 1937 roku kontuzja doprowadziła do jego śmierci, także jeden z meczów rywalizacji fazy play-off pomiędzy Boston Bruins a Montreal Maarons w sezonie 1936/1937, w którym zawodnik drużyny Niedźwiedzi, Dit Clapper użył kija na jednym z zawodników drużyny przeciwnej, a Campbell wściekły nazwał go bluźnierczym imieniem, na co ten odpowiedział poteżnym ciosem w stronę sędziego, aż ten upadł na lód, jednak Campbell świadomy swojego prowokacyjnego zachowania, sporządził łagodny raport ze zdarzenia, w wyniku czego prezes ligi NHL, Frank Calder ukarał zawodnika tylko grzywną, a w 1939 roku w jednym z meczów obrońca Toronto Maple Leafs, Red Horner został uderzony kijem i w wyniku uderzenia mocno krwawił, a sędziujący ten mecz Campbell wymierzył sprawcy łagodną karę, co uznano za decyzję kontrowersyjną. Właściciel klubu, Conn Smythe zaapelował do przywrócenia Campbella do sędziowania, na co władze ligi NHL się zgodziły.

### II wojna światowa
Campbell po zakończeniu kariery sędziowskiego został zatrudniony do pracy w biurze prezesa ligi NHL, Franka Caldera, który szykował go na swojego następcę. Jednak po wybuchu II wojny światowej służył w Canadian Army; awansował do stopnia podpułkownika, a w 1945 roku został odznaczony Orderem Imperium Brytyjskiego. Pod koniec II wojny światowej służył w 1. Kanadyjskiej Jednostce Badań Grobów Wojennych.
Po zakończeniu działań wojennych został mianowany radcą królewskim oraz był jednym z prokuratorów w jednym z procesów czołowych nazistów sądzonych za zbrodnie przeciwko ludzkości. Powszechnie sądzono, że Campbell brał udział w procesach norymberskich, jednak on 30 września 1974 roku w wywiadzie dla czasopisma pn. Sports Illustrated zaprzeczył temu.

### Prezes NHL
W 1943 roku po śmierci Franka Caldera nowym prezesem ligi NHL został Red Dutton, jednak ten nie chciał obejmować stanowiska, więc po powrocie Campbella w 1946 roku złożył rezygnację i przekazał jemu swoje stanowisko. Jedna z pierwszych decyzji Campbella miała miejsce w 1948 roku, kiedy zdyskwalifikował z ligi NHL zawodników: Billy'ego Taylora i Dona Gallingera za obstawianie meczów.
13 marca 1955 roku podczas meczu Boston Bruins – Montreal Canadiens (4:2) zawodnik drużyny gości, Maurice Richard wdał się w bójkę na kije z zawodnikiem drużyny przeciwnej, Halem Laycoem, a kiedy sędzia liniowy Cliff Thompson powstrzymał Maurice'a Richarda, którego Hal Laycoe wielokrotnie uderzał, a jeden z zawodników Montreal Canadiens powalił zawodnika drużyny Niedźwiedzi, po czym Maurice Richard odwrócił się i uderzył sędziego w twarz, za co ten został zawieszony do końca sezonu 1954/1955, co doprowadziło w Montrealu do rozruchów zwanych Zamieszkami Richarda, w których aresztowano 60 osób oraz wyrządzono szkody na 500 000 dolarów kanadyjskich. 17 marca 1955 roku był obecny na meczu w Montreal Forum, w którym Montreal Canadiens z Detroit Red Wings (1:4), przez pierwszą część meczu kibice drużyny gospodarzy wyśmiewali i obrzucali gruzem Campbella, zarzucając mu dyskryminację wobec Frankokanadyjczyków, a po wystrzeleniu bomby z gazem łzawiącym na trybuny, Campbell opuścił obiekt, który później został ewakuowany.
W 1967 roku podczas ekspansji NHL, która zwiększyła liczbę drużyn w lidze NHL, a Campbell często pracował 18 godzin dziennie w swoim biurze. 
W 1976 roku został oskarżony o przekupstwo senatora Louisa Giguère'a w skandalu pt. Sky Shops, w wyniku którego został skazany, jednak władze NHL zapłaciło grzywnę oraz Campbell z powodu wieku nie odbył kary więzienia. W 1977 roku ustąpił ze stanowiska prezesa ligi NHL z powodu problemów zdrowotnych.

## Ostatnie lata życia

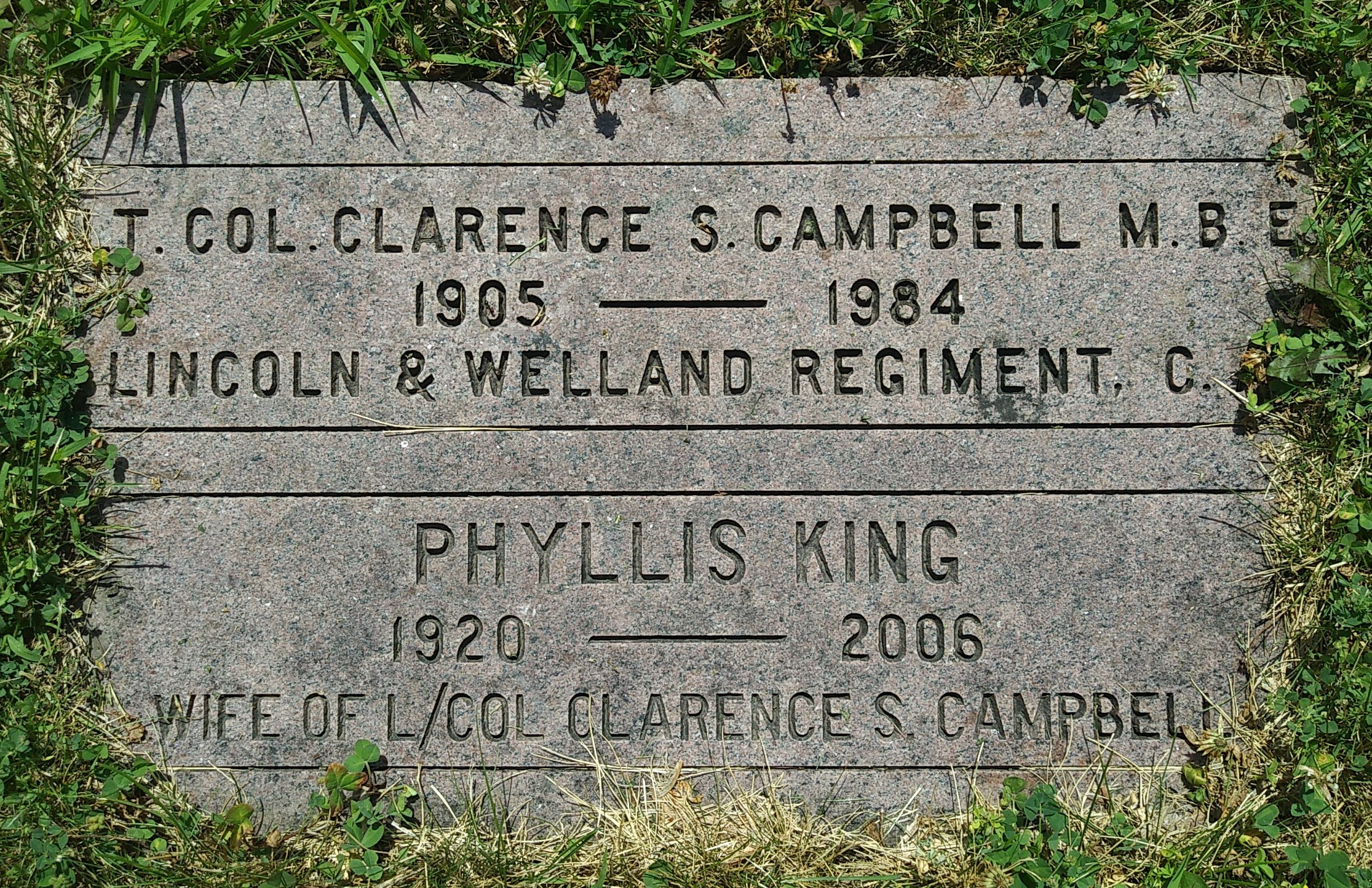
Płyta nagrobna Campbella.

Clarence Campbell przez ostatnie lata życia zmagał się z dolegliwościami układu oddechowego.
Zmarł 24 czerwca 1984 roku w Montrealu. Został pochowany na cmentarzu National Field of Honour w Pointe-Claire w prowincji Quebec.

## Upamiętnienie
- W 1966 roku został wprowadzony do Hockey Hall of Fame[1].
- W sezonie 1967/1968 kluby w ramach uhonorowania Campbella za wkład w rozwój ligi NHL, inaugurując nagrodę pn. Clarence S. Campbell Bowl.
- W 1974 roku, po przekształceniu ligi NHL w 1974 roku na dwie konferencje i cztery dywizje, Konferencja Zachodnia w latach 1974–1993 była nazywana jego imieniem: Konferencją Campbella.